# Cacalotepec, Atlixtac
Cacalotepec är en ort i Mexiko.   Den ligger i kommunen Atlixtac och delstaten Guerrero, i den sydöstra delen av landet, 230 km söder om huvudstaden Mexico City. Cacalotepec ligger 1 812 meter över havet och antalet invånare är 755.
Terrängen runt Cacalotepec är huvudsakligen kuperad, men söderut är den bergig. Runt Cacalotepec är det ganska glesbefolkat, med 43 invånare per kvadratkilometer. Närmaste större samhälle är Acatepec, 7,2 km söder om Cacalotepec. I omgivningarna runt Cacalotepec växer huvudsakligen savannskog.